# 456 هـ
456 هـ هي سنة في التقويم الهجري امتدت مقابلةً في التقويم الميلادي بين سنتي 1063 و1064.

## وفيات
- ابن حزم الأندلسي
- محمد المستعلي بالله
- ابن رشيق القيرواني
- ابن الذهبي (طبيب)